# Populair
Populair, stiliserat som PopulAir, är ett svenskt passagerar- och fraktflygbolag baserat i Stockholm, Sverige. Mellan 2004 och 2023 var flygbolaget känt som Amapola Flyg. Populair har sin primära bas på Stockholm-Arlanda flygplats, varifrån det erbjuder flyg till olika destinationer i Sverige, inklusive linjer med allmän trafikplikt till norra Sverige. Amapola Flyg AB ägs till 100 procent av det svenska bolaget Salenia AB med Sven Salén AB som moderbolag. Bolaget ombesörjer också frakt- och passagerartrafik åt andra bolag. 
Huvudkontoret ligger i Stockholm och teknikbas finns på Malmö flygplats-Sturup. Bolaget bildades år 2004.
Bolaget tilldelades flygtrafiken av Trafikverket från den 1 juli 2018 på sträckorna Stockholm–Vilhelmina, Stockholm–Lycksele, Stockholm–Hemavan och Stockholm–Kramfors efter det att den tidigare operatören Nextjet gått i konkurs. Året därpå tilldelades man av Trafikverket även flygtrafiken Stockholm–Hagfors och Stockholm–Torsby.
Under 2020 genomförde Trafikverket ytterligare en upphandling av flygtrafik, detta på grund av att flygtrafiken hade minskat kraftigt i och med covid-19-pandemin. Amapola Flyg tilldelades då trafiken på fem inrikes destinationer från Stockholm. Avtalet var tillfälligt och gällde till dess att trafik på kommersiella villkor startades. År 2021 gjordes en liknande upphandling i Finland genom vilken Amapola Flyg tilldelades trafiken på linjen Helsingfors–Joensuu. Numera flyger bolaget under namnet Populair på sträckan Gällivare–Arlanda.

## Destinationer och flygrutter

### Destinationer[7]
| Land    | Stad         | IATA | ICAO | Flygplats                   | Noteringar |
| ------- | ------------ | ---- | ---- | --------------------------- | ---------- |
| Sverige | Stockholm    | ARN  | ESSA | Stockholm-Arlanda           |            |
| Sverige | Hemavan      | HMV  | ESUT | Hemavan Tärnaby Airport     |            |
| Sverige | Vilhelmina   | VHM  | ESNV | South Lappland Airport      |            |
| Sverige | Lycksele     | LYS  | ESNL | Lycksele Airport            |            |
| Sverige | Kramfors     | KRF  | ESNK | Höga Kusten Airport         |            |
| Sverige | Torsby       | TYF  | ESST | Torsby flygplats            |            |
| Sverige | Hagfors      | HFS  | ESOH | Hagfors Airport             |            |
| Sverige | Örnsköldsvik | OER  | ESNO | Örnsköldsvik Airport        |            |
| Finland | Helsingfors  | HEL  | EFHK | Helsingfors-Vanda flygplats |            |
| Finland | Joensuu      | JOE  | EFJO | Joensuu flygplats           |            |
| Finland | Karleby      | KOK  | EFKK | Karleby-Jakobstad flygplats |            |

### Flygrutter[8][9]
- Stockholm Arlanda-Kramfors-Hemavan
  - Statligt upphandlad [10]
- Stockholm Arlanda-Lycksele-Vilhelmina
  - Statligt upphandlad [10]
- Stockholm Arlanda-Hagfors-Torsby
  - Statligt upphandlad[10]
    - Flygs av AIS Airlines
- Helsingfors-Joensuu
  - Statligt upphandlad[6]

## Flotta
Amapolas flotta, januari 2022:
| Flygplan        | Antal | Kapacitet | Övrigt                |
| --------------- | ----- | --------- | --------------------- |
| Fokker 50(F)    | 5     | 7,2 ton   |                       |
| Fokker 50 (Pax) | 6     | 50 PAX    |                       |
| Jetstream 32    | 1     | 19 PAX    | Flygs av AIS Airlines |